# Johann Georg Neher
Johann Georg Neher (* 25. März 1788 in Musbach; † 27. November 1858 in Schaffhausen) war ein Schweizer Industrieller deutscher Herkunft.

## Leistungen
Nach einem Aufenthalt in Frankreich, wo er sich «merkantilistische Kenntnisse» erworben hatte, wandte sich Neher der Technik der Eisenverhüttung zu. Seine erste Anstellung erhielt er als Leiter des hohenzollerischen Eisenwerks in Thiergarten bei Beuron, das seinem Bruder gehörte. Da er 1809 zu Kriegsdiensten in den napoleonischen Kriegen eingezogen werden sollte, emigrierte er nach Schaffhausen in die Schweiz, wo er 1810 den so genannten «Kupferhammer» am Laufen erwarb. Neher errichtete einen damals modernen Hochofen, in dem er Bohnerze aus dem nahe gelegenen Südranden verhüttete und das Eisen in einer eigenen Schmiede verarbeitete. Den Hochofen betrieb er mit Holzkohle, die er in der näheren Umgebung bezog, teilweise auch aus Graubünden heranschaffen liess.
Nachdem die anfänglichen Schwierigkeiten des Hammerwerks überwunden waren, unternahm Neher eine längere Reise nach England, wo er mehrere Eisenwerksanlagen besichtigte und so für seinen Betrieb wertvolle Kenntnisse erwarb. Wegen der Zahlungsunfähigkeit seines Bruders, der das gesamte elterliche Vermögen verwaltet hatte, musste er wieder nach Schaffhausen zurückkehren. Nur durch entsprechende Kredite war ihm die Weiterführung seiner Firma möglich.
Relativ schnell gehörten die Neher’schen Eisenwerke am Laufen zu den führenden Betrieben in der Ostschweiz überhaupt, die schon bald von der gewerblichen Produktion in die industrielle Massenproduktion übergingen. Wesentliche Faktoren für den Aufstieg des Betriebes waren die Verbesserung der seit dem Mittelalter genützte Wasserkraft am Laufen sowie die Verhüttung des am Südranden gewonnenen Bohnerzes. Die Werksanlagen am Laufen vergrösserten sich nach und nach, und durch die Steigerung der Produktion, insbesondere von Gusswaren (darunter viele Maschinenteile) konnte der Roheisenbedarf mit dem vorhandenen Hochofen nicht mehr nachgeliefert werden. Neher bezog daher zunächst auch Roheisen aus Hütten im benachbarten Baden.
Die Schaffhauser Erzgewinnung lag in staatlichen Händen, und durch den steigenden Bedarf an Erzen stieg der Preis höher, als ihn Neher bezahlen wollte. Da er sich mit dem staatlichen Bergwerksadministrator Johann Conrad Fischer nicht handelseinig wurde, kaufte er 1823 das schon seit dem Mittelalter bestehende Eisenbergwerk am Gonzen bei Sargans. Dort richtete er im nahe gelegenen Plons (heute ein Ortsteil von Mels) einen Hochofen ein, wo er billiges Masseleisen in grossen Mengen produzierte und dann im Hammerwerk am Laufen weiterverarbeitete. Bereits 1826 wurden die ersten Schmelzversuche in Plons unternommen, wobei zunächst der Vorrat an Erzen, die die vorherigen Betreiber hinterlassen hatten, aufgearbeitet worden sind. Nachdem im Bergwerk grössere Vorkommen an Manganerzen aufgeschlossen worden waren, konnte der Plonser Hochofen ab 1831 entsprechend grosse Mengen an Roheisen in der geforderten Qualität erzeugen.
1835 erweiterte Neher den Betrieb am Laufen um einen Kupolofen, 1842 richtete er ein Walzwerk ein und 1845 kaufte er das Hammerwerk Thorenberg bei Littau, in dem er 1851 zur Stahlproduktion überging. Von dort aus belieferte er Instrumentenmacher, Messer- und Waffenschmiede und bekam 1849 den Auftrag, den Stahl für den Bau der neuen Kettenbrücke in Aarau zu liefern.

## Familienoberhaupt und Bürger
Neher war der Stammvater der Unternehmerfamilie Neher.
Er heiratete 1813 die Schaffhauser Bürgerin Esther Seiler, die Tochter des Gastwirts Bernhardin Seiler zum Weissen Haus. Er erhielt 1825 als erster Katholik das Schaffhauser Bürgerrecht «unter der Bedingnis, daß er seine sämtlichen Kinder beiderlei Geschlechts in der evangelisch-reformierten Confession unterrichten lasse.» Seine drei Söhne waren in seinen von ihm patriarchalisch geführten Unternehmen, das später und J. G. Neher Söhne & Cie firmierte, tätig.
Sein ältester Sohn Bernhard Neher (1814–1865) war unter anderem lange Jahre Leiter des Hüttenwerks Plons. Er heiratete 1836 Pauline Peyer im Hof, die Schwester des Industriellen Friedrich Peyer im Hof, dem Mitgründer der Schweizerischen Waggons-Fabrik bei Schaffhausen, der späteren Schweizerischen Industriegesellschaft. Bernhards Sohn Georg Robert Neher (1838–1925) wurde Direktor der Schweizerischen Waggons-Fabrik und war als Vertreter der J. G. Neher Söhne & Cie. wesentlich an der Ansiedlung der ersten Schweizerischen Aluminiumwerks in Neuhausen und der Gründung der Aluminium Industrie AG Neuhausen beteiligt. Ein Pionier auf dem Gebiet der Aluminiumverarbeitung war Georg Roberts Sohn Robert Victor Neher (1886–1918), der die Herstellung endloser Aluminiumfolien entwickelte.
Der zweite Sohn Johann Conrad Neher (1818–1877) hatte ab 1831 Leitungsfunktionen im Eisenwerk am Laufen, gründete 1853 zusammen mit Heinrich Moser und Friedrich Peyer im Hof die Schweizerische Waggons-Fabrik und übernahm danach die technische Leitung dieses Unternehmens. Der dritte Sohn Johann Georg Neher-Moser (1826–1885) war ab 1858 Leiter des Eisen- und Hammerwerks Thorenberg. Er war mit Emma Moser, der Tochter des Schaffhauser Industriellen Heinrich Moser verheiratet. Deren Sohn Oscar Neher (1862–1944) war ebenfalls Unternehmer. Seine Tochter Charlotte war mit Gustave Naville verheiratet, der 1887 Mitbegründer der Schweizerischen Metallurgischen Gesellschaft und 1888 der Aluminium Industrie AG, der späteren Alusuisse, war. Neher war Mitglied der Zunft zum Rüden und stiftete verschiedenen Schaffhauser Sozialeinrichtungen namhafte Beträge. Er war Hauptinitiant zur Gründung der katholischen Genossenschaft in Schaffhausen und von 1839 bis 1858 Mitglied des katholischen Kirchenstands in Schaffhausen.
Sein Enkel Arnold Neher betrieb in Schaffhausen eine Landschaftsgärtnerei und schrieb Bühnenstücke.